# Jordan Morgan
Jordan Daniel Morgan (Scott Air Force Base, Illinois, 15 de septiembre de 1991) es un jugador de baloncesto estadounidense con pasaporte esloveno que pertenece a la plantilla del AEK B.C. de la A1 Ethniki griega. Con 2,03 metros de estatura, juega en la posición de ala-pívot. 

## Trayectoria deportiva

### Universidad
Jugó cuatro temporadas con los Michigan Wolverines de la Universidad de Míchigan y tras no ser elegido en el Draft de la NBA de 2014, se marchó a Italia para debutar con profesional en el Virtus Roma.
Más tarde, el jugador pasaría por Francia, tanto en las filas del Hermine de Nantes Atlantique y Paris-Levallois y Grecia, con un breve paso por la liga de desarrollo de la NBA por Canton Charge.
En la temporada 2017-18, cambió de liga para fichar por una temporada por el KK Union Olimpija de la 1. A SKL eslovena, donde promedió 13.7 puntos y 6.7 rebotes por partidos, además de 15.5 puntos y 8 rebotes en la FIBA Champions League. También participaría con en conjunto esloveno en la ABA League, promediando 15 puntos y 7.2 rebotes por encuentro.
En julio de 2018, llega a Turquía para jugar en las filas del Banvit. Promediando 13.9 Puntos, y 7.4 Rebotes en Liga local y 15.0 Puntos y 7.6 Rebotes en la Basketball Champions League.
En 2019 ficha con el equipo Pınar Karşıyaka SK Izmir repitiendo por segunda temporada corrida en la Liga Turca.
El 15 de enero de 2022, firma por el Reyer Venezia Mestre de la Lega Basket Serie A italiana.
El 27 de junio de 2022, fichó por el Konyaspor de la Basketbol Süper Ligi (BSL) turca.
En la temporada 2023-24, firma por el AEK B.C. de la A1 Ethniki griega.